# The Love – Lass die Liebe sprechen
The Love – Lass die Liebe sprechen (Originaltitel El houb, internationaler englischsprachiger Titel The Love) ist ein Filmdrama von Shariff Nasr. Im Film spielt Fahd Larhzaoui einen in Amsterdam lebenden, schwulen Mann, der sich seinen aus Marokko stammenden Eltern gegenüber outen muss. Die Premiere des Films erfolgte im Juni 2022 beim Frameline Filmfestival.

## Handlung
Der Amsterdamer Karim Zahwani hat die Nacht mit seinem Liebhaber Kofi verbracht. Der Ghanaer ist nach Europa geflohen, um ein schwules Leben führen zu können. Karims Eltern Abbas und Fatima sind einst aus Marokko in die Niederlande gekommen. Seine Mutter hat nie Niederländisch gelernt, weshalb sie nach dem Weggang aus Marokko nicht als Ärztin arbeiten konnte. Sein Vater ist zwar den marokkanischen Traditionen eng verbunden, ist aber Karim und seinem Bruder Redouan gegenüber liebevoll. Sie hoffen, dass Karim irgendwann eine nette Frau findet, ohne zu ahnen, dass er eigentlich Männer liebt.
Der Vater erwischt jedoch seinen Sohn inflagranti mit Kofi. Karim outet sich gegenüber seiner Familie, und sie führen in den darauffolgenden Tagen lange überfällige Gespräche, die er erzwingt, indem er sich in der elterlichen Wohnung in eine Abstellkammer einsperrt. Er will erst wieder herauszukommen, wenn seine Eltern mit ihm gesprochen haben.

## Produktion

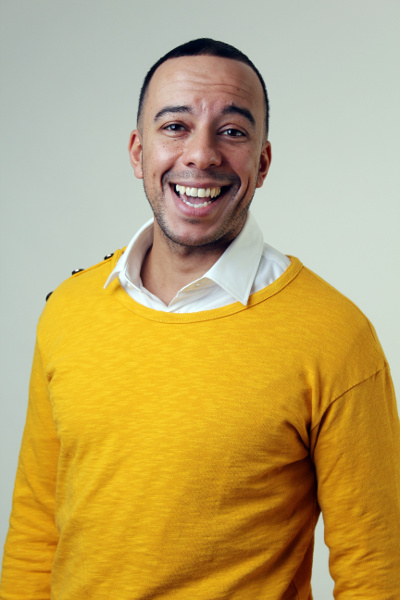
Fahd Larhzaoui spielt Karim Zahwani

Regie führte der gebürtige Rotterdamer Shariff Nasr, der gemeinsam mit Philip Delmaar auch das Drehbuch schrieb. Es handelt sich bei The Love nach mehreren Kurzfilmen und dem Dokumentarfilm Little Stars of Bethlehem von 2019 um Nasrs Regiedebüt bei einem Spielfilm. Delmaar war zuvor überwiegend für Fernsehserien und Fernsehfilme tätig, unter anderem für Hanro Smitsmans Coming-of-Age-Film Skin – Hass war sein Ausweg von 2008 und Özgür Yıldırıms Action-Thriller Boy 7 von 2015.
Der in den Niederlanden geborene Schauspieler Fahd Larhzaoui übernahm die Hauptrolle und spielt Karim Zahwani. In Rückblenden wird er von Shad Issa gespielt. Slimane Dazi und Lubna Azabal spielen seine Eltern Abbas und Fatima, Sabri Saddik seinen Bruder Redouan. In weiteren Rollen sind Emmanuel Boafo als Karims Liebhaber Kofi, Nasrdin Dchar als Karims verstorbener Cousin Soufian, Yahya Gaier als Fouad und Britte Lagcher als Eline zu sehen.
Die Filmmusik komponierte Vidjay Beerepoot, der zuletzt für die Romanverfilmung Der Club der hässlichen Kinder von Jonathan Elbers, das Filmdrama Now Is Everything von Valentina De Amicis und Riccardo Spinotti und den Science-Fiction-Film Out of Time von Matt Handy tätig war.
Die Premiere von The Love erfolgte am 20. Juni 2022 beim Frameline Filmfestival. Ab Ende Januar 2023 wurde er beim Filmfestival Oostende gezeigt.

## Rezeption

### Kritiken
Doris Kuhn vom Filmdienst schreibt in ihrer Kritik, Shariff Nasr arbeite sich in seinem Film schön exaltiert an etlichen der Klischees ab, die den nahöstlichen und nordafrikanischen Communitys an den Stadträndern Amsterdams anhängen. So werde die Liebe als Bedrohung vorgeführt: für die Reputation, für die Religion, für die althergebrachten Regeln. Während der Film einerseits in der Abstellkammer bleibe, eingeklemmt zwischen Bügelbrett und Teppichklopfer, gebe es dennoch ein Draußen, so wenn die Eltern abwechselnd vor Karims Tür stehen, um ihn zu beschwören, mit dem Unsinn aufzuhören, damit aber die Homosexualität meinen, die sie mal als Krankheit, mal als Verwirrung definieren. Erhellend bei diesen Gesprächen sei, dass durch diese deutlich werde, dass die Eltern eigentlich in Hoffnung auf ein freieres Leben ins Ausland gegangen sind, die Gedanken hieran jedoch irgendwann verschwanden.

### Auszeichnungen
Frameline Filmfestival 2022
- Nominierung als Bester Debütfilm für den Jury Prize (Shariff Nasr)[4]

Seattle Queer Film Festival 2022
- Auszeichnung als Bester Spielfilm mit dem Jury Award (Shariff Nasr, Joram Willink und Fahd Larhzaoui)